# Joseph Rank
Joseph Rank (Friedrichsthal, 1816. június 10. – Bécs, 1896. március 27.) osztrák író.

## Élete
Filozófiát és jogot tanult Bécsben, de csakhamar kizárólag az irodalomnak szentelte magát. Miután 1848-ban rövid ideig a frankfurti parlament tagja volt, Stuttgartban telepedett le, ahonnan 1851-ben Frankfurtba, 1854-ben Weimarba, 1859-ben Nürnbergbe (ahol a Nürnberger Kurirt szerkesztette) és 1861-ben Bécsbe tette át lakását, ahol 1862-ben az udvari szinháznak, 1876-ban a városi színháznak, végül az udvari operának titkára lett. 1882–85-ben a Heimat egyik szerkesztője volt, majd nyugalomba vonult.

## Fő művei
- Aus dem Böhmerwalde (1843)
- Neue Geschichten aus dem Böhmerwalde (1847)
- Eine Mutter vom Lande (1848)
- Florian (1853, 2 kötet)
- Geschichten armer Leute (1853)
- Von Haus zu Haus (1855)
- Achtspännig (1856, 2 kötet)
- Aus Dorf und Stadt (1860, 2 kötet)
- Ein Dorfbrutus (1861, 2 kötet)
- Im Klosterhof (1875)
- Der Seelenfänger (1876)
- Der Hauskobold (1886)
- Erinnerungen aus meinem Leben (Prága, 1896)[1]